# Liste der Kulturdenkmäler in Erlensee
Die folgende Liste enthält die in der Denkmaltopographie ausgewiesenen Kulturdenkmäler auf dem Gebiet  der  Stadt Erlensee, Main-Kinzig-Kreis, Hessen.
Hinweis: Die Reihenfolge der Denkmäler in dieser Liste orientiert sich zunächst an Stadtteilen und anschließend der Anschrift, alternativ ist sie auch nach der Bezeichnung, der vom Landesamt für Denkmalpflege vergebenen Nummer oder der Bauzeit sortierbar.
Kulturdenkmäler werden fortlaufend im Denkmalverzeichnis des Landes Hessen durch das Landesamt für Denkmalpflege Hessen auf Basis des Hessischen Denkmalschutzgesetzes (HDSchG) geführt. Die Schutzwürdigkeit eines Kulturdenkmals hängt nicht von der Eintragung in das Denkmalverzeichnis des Landes Hessen oder der Veröffentlichung in der Denkmaltopographie ab.

Das Vorhandensein oder Fehlen eines Objekts in dieser Liste ist keine rechtsverbindliche Auskunft darüber, ob es Kulturdenkmal ist oder nicht: Diese Liste entspricht möglicherweise nicht dem aktuellen Stand der offiziellen Denkmaltopographie. Diese ist für Hessen in den entsprechenden Bänden der Denkmaltopographie Bundesrepublik Deutschland und im Internet unter DenkXweb – Kulturdenkmäler in Hessen einsehbar. Auch diese Quellen sind, obwohl sie durch das Landesamt für Denkmalpflege Hessen aktualisiert werden, nicht immer aktuell, da es im Denkmalbestand immer wieder Änderungen gibt.
Eine verbindliche Auskunft erteilt allein das Landesamt für Denkmalpflege Hessen.
Nutze diese Kartenansicht, um Koordinaten in der Liste zu setzen. In dieser Kartenansicht sind Kulturdenkmale ohne Koordinaten mit einem roten bzw. orangen Marker dargestellt und können in der Karte gesetzt werden. Kulturdenkmale ohne Bild sind mit einem blauen bzw. roten Marker gekennzeichnet, Kulturdenkmale mit Bild mit einem grünen bzw. orangen Marker.

## Gesamtanlagen
| Bild            | Bezeichnung                         | Lage               | Beschreibung | Bauzeit | Objekt-Nr. |
| --------------- | ----------------------------------- | ------------------ | ------------ | ------- | ---------- |
| Bild gesucht BW | Rüdigheimer Schlosshof mit Umgebung | Rückingen Lage     |              |         | 122184 DDB |
| Bild gesucht BW | Historischer Ortskern Langendiebach | Langendiebach Lage |              |         | 161998 DDB |
| Bild gesucht BW | Hanauer Straße                      | Langendiebach Lage |              |         | 122159 DDB |
| Bild gesucht BW | Markwaldsiedlung                    | Langendiebach Lage |              |         | 122199 DDB |
| Bild gesucht BW | Fliegerhorst Langendiebach          | Langendiebach Lage |              |         | 122314 DDB |

## Kulturdenkmäler nach Ortsteilen

### Langendiebach
| Bild                                                             | Bezeichnung                                                      | Lage | Beschreibung                  | Bauzeit | Objekt-Nr. |
| ---------------------------------------------------------------- | ---------------------------------------------------------------- | --- | ----------------------------- | ------- | ---------- |
| weitere Bilder                                                   |                                                                  | Am Haspel 3 LageFlur: 22, Flurstück: 217 |                               |         | 121444 DDB |
| Am Haspel 4 (Langendiebach)                                      |                                                                  | Am Haspel 4 LageFlur: 22, Flurstück: 234 |                               |         | 121445 DDB |
|                                                                  |                                                                  | Am Haspel 8 LageFlur: 22, Flurstück: 243 |                               |         | 122161 DDB |
| Bild gesucht BW                                                  | Steinkreuz                                                       | Auf der Hohl LageFlur: 7, Flurstück: 60 |                               |         | 122195 DDB |
|                                                                  |                                                                  | August-Bebel-Straße 5 LageFlur: 22, Flurstück: 452/372 |                               |         | 122162 DDB |
| weitere Bilder                                                   |                                                                  | Bogenstraße 1 LageFlur: 30, Flurstück: 33/6 |                               |         | 121446 DDB |
| weitere Bilder                                                   |                                                                  | Bogenstraße 12 LageFlur: 30, Flurstück: 265/87 |                               |         | 122163 DDB |
| Bild gesucht BW                                                  |                                                                  | Brunnenstraße 1 LageFlur: 22, Flurstück: 248 |                               |         | 121447 DDB |
| Hofreite mit Schmucktor                                          | Hofreite mit Schmucktor                                          | Brunnenstraße 2 LageFlur: 22, Flurstück: 587/232 |                               |         | 121448 DDB |
|                                                                  |                                                                  | Brunnenstraße 3 LageFlur: 22, Flurstück: 586/231 |                               |         | 122164 DDB |
|                                                                  |                                                                  | Brunnenstraße 4/4a LageFlur: 22, Flurstück: 596/269 |                               |         | 122165     |
| weitere Bilder                                                   |                                                                  | Brunnenstraße 7 LageFlur: 22, Flurstück: 593/263 |                               |         | 121449 DDB |
| weitere Bilder                                                   |                                                                  | Brunnenstraße 8 LageFlur: 22, Flurstück: 261/3 |                               |         | 121450 DDB |
| Bild gesucht BW                                                  | Ziehbrunnen                                                      | Brunnenstraße (vor Nr. 8) LageFlur: 22, Flurstück: 413/2 |                               |         | 121451 DDB |
| weitere Bilder                                                   |                                                                  | Bürgerstraße 1 LageFlur: 22, Flurstück: 37, 549/35 |                               |         | 121452 DDB |
| weitere Bilder                                                   |                                                                  | Bürgerstraße 4 LageFlur: 22, Flurstück: 545/28 |                               |         | 121453 DDB |
|                                                                  |                                                                  | Bürgerstraße 5 LageFlur: 22, Flurstück: 26/1 |                               |         | 121454 DDB |
|                                                                  |                                                                  | Bürgerstraße 8 LageFlur: 22, Flurstück: 552/63 |                               |         | 121455 DDB |
|                                                                  |                                                                  | Enge Gasse 2a LageFlur: 22, Flurstück: 47/1 |                               |         | 122166 DDB |
| weitere Bilder                                                   |                                                                  | Enge Gasse 5 LageFlur: 22, Flurstück: 18 |                               |         | 121456 DDB |
| weitere Bilder                                                   |                                                                  | Enge Gasse 6 LageFlur: 22, Flurstück: 17 |                               |         | 121457 DDB |
|                                                                  |                                                                  | Enge Gasse 9 LageFlur: 22, Flurstück: 9/1 |                               |         | 121458 DDB |
|                                                                  |                                                                  | Enge Gasse 12 LageFlur: 22, Flurstück: 3/2 |                               |         | 121459 DDB |
| weitere Bilder                                                   |                                                                  | Enge Gasse 13 LageFlur: 22, Flurstück: 2/1 |                               |         | 121460 DDB |
| weitere Bilder                                                   | Altes Postamt                                                    | Eugen-Kaiser-Straße 6 LageFlur: 23, Flurstück: 33/5 |                               |         | 121461 DDB |
| Elektrizitätswerk                                                | Elektrizitätswerk                                                | Eugen-Kaiser-Straße 20 LageFlur: 23, Flurstück: 172/10 |                               |         | 122168 DDB |
| weitere Bilder                                                   |                                                                  | Fallbachstraße 7 LageFlur: 21, Flurstück: 183/3 |                               |         | 122218 DDB |
| Bild gesucht BW                                                  |                                                                  | Freiligrathstraße 1 LageFlur: 22, Flurstück: 202, 203 |                               |         | 122169 DDB |
| weitere Bilder                                                   | Friedhof mit Friedhofskapelle, Einfriedung und Grabsteinen       | Friedensstraße LageFlur: 21, Flurstück: 94/1, 95/1, 95/2 |                               |         | 121474 DDB |
| weitere Bilder                                                   |                                                                  | Friedrich-Ebert-Straße 1 LageFlur: 22, Flurstück: 549/35 |                               |         | 121462 DDB |
| weitere Bilder                                                   |                                                                  | Friedrich-Ebert-Straße 2 LageFlur: 22, Flurstück: 555/77 |                               |         | 121463 DDB |
| weitere Bilder                                                   | Alte Schule                                                      | Friedrich-Ebert-Straße 4 LageFlur: 22, Flurstück: 79/1 |                               |         | 121464 DDB |
|                                                                  |                                                                  | Friedrich-Ebert-Straße 8 LageFlur: 22, Flurstück: 123/1 |                               |         | 121465 DDB |
| weitere Bilder                                                   |                                                                  | Friedrich-Ebert-Straße 10 LageFlur: 22, Flurstück: 172 |                               |         | 121466 DDB |
| weitere Bilder                                                   |                                                                  | Friedrich-Ebert-Straße 11 LageFlur: 22, Flurstück: 173 |                               |         | 121467 DDB |
|                                                                  |                                                                  | Friedrich-Ebert-Straße 17 LageFlur: 22, Flurstück: 184 |                               |         | 121468 DDB |
| weitere Bilder                                                   | Grundschule Langendiebach                                        | Friedrich-Ebert-Straße 22 LageFlur: 21, Flurstück: 183/2 |                               |         | 121472 DDB |
| weitere Bilder                                                   |                                                                  | Friedrich-Ebert-Straße 26 LageFlur: 22, Flurstück: 606/319 |                               |         | 121469 DDB |
|                                                                  |                                                                  | Friedrich-Ebert-Straße 41 LageFlur: 22, Flurstück: 252/1 |                               |         | 121470 DDB |
| weitere Bilder                                                   | Calaminus-Haus                                                   | Hanauer Straße 11 LageFlur: 23, Flurstück: 96 | Villa Calaminus               |         | 121473 DDB |
| weitere Bilder                                                   |                                                                  | Jahnstraße 1 LageFlur: 22, Flurstück: 69 |                               |         | 122299 DDB |
| weitere Bilder                                                   |                                                                  | Jahnstraße 2/2a LageFlur: 22, Flurstück: 59 |                               |         | 121476     |
| weitere Bilder                                                   | Evangelische Kirche                                              | Kirchplatz 4 LageFlur: 22, Flurstück: 81 |                               |         | 121471 DDB |
| weitere Bilder                                                   |                                                                  | Kirchstraße 4 LageFlur: 22, Flurstück: 563/110 |                               |         | 122219 DDB |
|                                                                  |                                                                  | Kirchstraße 6 LageFlur: 22, Flurstück: 561/104 |                               |         | 121477 DDB |
|                                                                  |                                                                  | Kirchstraße 9 LageFlur: 22, Flurstück: 112/1 |                               |         | 121478 DDB |
| weitere Bilder                                                   |                                                                  | Kirchstraße 11 LageFlur: 22, Flurstück: 119/1 |                               |         | 121479 DDB |
|                                                                  |                                                                  | Mühlstraße 1 LageFlur: 21, Flurstück: 440/5 |                               |         | 122171 DDB |
| weitere Bilder                                                   | Torhaus der ehemaligen Brüning'schen Fabrik                      | Ravolzhäuser Straße 4/6, Industriestraße LageFlur: 6, Flurstück: 69/23, 69/26, 69/32 |                               |         | 122172 DDB |
| Bild gesucht BW                                                  |                                                                  | Ravolzhäuser Straße (bei Ringstraße 14, 15, 17) LageFlur: 22, Flurstück: 396 | Abschnitt der Ortsbefestigung |         | 122179 DDB |
| weitere Bilder                                                   | Wachturm der Stadtbefestigung                                    | Ringstraße o. Nr. LageFlur: 22, Flurstück: 275 |                               |         | 122372 DDB |
| weitere Bilder                                                   |                                                                  | Ringstraße 2 LageFlur: 22, Flurstück: 305/2 |                               |         | 121481 DDB |
| weitere Bilder                                                   | Scheune, Ortsbefestigung                                         | Ringstraße 9 LageFlur: 22, Flurstück: 602/293 |                               |         | 122178 DDB |
| Hofreite, Ortsbefestigung                                        | Hofreite, Ortsbefestigung                                        | Ringstraße 10/10a LageFlur: 22, Flurstück: 614 |                               |         | 121482 DDB |
| weitere Bilder                                                   | Hofreite mit Abschnitt der Ortsbefestigung                       | Ringstraße 12 LageFlur: 22, Flurstück: 506/286 |                               |         | 121483 DDB |
| weitere Bilder                                                   | Ortsbefestigung                                                  | Ringstraße (bei Nr. 4, 5, 6, 7, 8, 9, 10/10a, 12, 14, 15), Fröbelstraße 3a, Ravolzhäuser Straße, Ringstraße 9, Turmstraße (bei Nr. 3) LageFlur: 22, Flurstück: 129/1, 275, 298, 297, 301, 385/2, 385/3, 396, 409/1, 602/293 | Stadtmauer                    |         | 121480 DDB |
|                                                                  |                                                                  | Theodor-Heuss-Straße 13a LageFlur: 21, Flurstück: 90/2 |                               |         | 122339 DDB |
| weitere Bilder                                                   | Wehrturm                                                         | Turmstraße (bei Uferstraße 3) LageFlur: 22, Flurstück: 129/1 | Wachturm der Stadtbefestigung |         | 122181 DDB |
|                                                                  |                                                                  | Turmstraße 1 LageFlur: 22, Flurstück: 127/1 |                               |         | 121484 DDB |
|                                                                  |                                                                  | Turmstraße 16 LageFlur: 22, Flurstück: 573/155 |                               |         | 121485 DDB |
|                                                                  |                                                                  | Turmstraße 17 LageFlur: 22, Flurstück: 574/159 |                               |         | 121486 DDB |
| weitere Bilder                                                   |                                                                  | Turmstraße 22 LageFlur: 22, Flurstück: 171/1 |                               |         | 121487 DDB |
| Bild gesucht BW                                                  | Sog. Untermühle                                                  | Untermühle 1 LageFlur: 11, Flurstück: 25, 26 |                               |         | 121475 DDB |
| Bild gesucht BW                                                  | Sog. Aussteuerhaus der Untermühle                                | Untermühle 2 LageFlur: 9, Flurstück: 309 |                               |         | 122160 DDB |
| Sachgesamtheit Bauliche Anlagen des Fliegerhorstes Langendiebach | Sachgesamtheit Bauliche Anlagen des Fliegerhorstes Langendiebach | LageFlur: 28, Flurstück: 12/1, 13/1, 13/4, 13/5, 13/7, 14/1, 16/13, 16/23, 16/27, 16/35–38, 16/6, 4/4, 5/2, 5/4, 5/8, 9/2                                                                                                   |                               |         | 122367 DDB |

### Rückingen
| Bild                                      | Bezeichnung                                                         | Lage                                                                               | Beschreibung | Bauzeit | Objekt-Nr. |
| ----------------------------------------- | ------------------------------------------------------------------- | ---------------------------------------------------------------------------------- | ------------ | ------- | ---------- |
| Bild gesucht BW                           | Römische Therme                                                     | Altenburg LageFlur: 17, Flurstück: 218                                             |              |         | 121488 DDB |
| weitere Bilder                            | Wasserburg Rückingen                                                | An der Wasserburg 20 LageFlur: 13, Flurstück: 150/1                                |              |         | 121489 DDB |
| Alte Mühle                                | Alte Mühle                                                          | An der Wasserburg 22 LageFlur: 13, Flurstück: 145/1                                |              |         | 122185 DDB |
| Rückinger Mühle mit Turbinenhaus und Wehr | Rückinger Mühle mit Turbinenhaus und Wehr                           | An der Wasserburg 24, Kinzig, Hauptstraße LageFlur: 13, Flurstück: 145/5, 147, 371 |              |         | 122186 DDB |
| Bild gesucht BW                           | Grundschule                                                         | Brückenstraße 38 LageFlur: 13, Flurstück: 95/3                                     |              |         | 121493 DDB |
| weitere Bilder                            | Scheune des ehem. Herrenhofes der Herren von Rüdigheim zu Rückingen | Brückenstraße 55 LageFlur: 13, Flurstück: 115                                      |              |         | 121490 DDB |
| weitere Bilder                            |                                                                     | Brückenstraße 57 LageFlur: 13, Flurstück: 125                                      |              |         | 122187 DDB |
|                                           |                                                                     | Hauptstraße 6 LageFlur: 13, Flurstück: 341/4                                       |              |         | 122197 DDB |
| weitere Bilder                            |                                                                     | Hauptstraße 20 LageFlur: 13, Flurstück: 327                                        |              |         | 122196 DDB |
| weitere Bilder                            | Evangelische Kirche                                                 | Hauptstraße 27 LageFlur: 13, Flurstück: 47, 48                                     |              |         | 121491 DDB |
|                                           |                                                                     | Hauptstraße 29/31 LageFlur: 13, Flurstück: 49                                      |              |         | 122188     |
| weitere Bilder                            | Sog. Schlösschen                                                    | Hauptstraße 39 LageFlur: 13, Flurstück: 95/2                                       |              |         | 121492 DDB |
| weitere Bilder                            | Sog. Schlösschen - Anbau                                            | Hauptstraße 41 LageFlur: 13, Flurstück: 95/2                                       |              |         | 122189 DDB |
|                                           |                                                                     | Hauptstraße 45 LageFlur: 13, Flurstück: 140                                        |              |         | 122198 DDB |
| Hauptstraße 68 (Rückingen)                |                                                                     | Hauptstraße 68 LageFlur: 13, Flurstück: 145/3, 146                                 |              |         | 122190 DDB |
| Bild gesucht BW                           | Kinzigbrücke                                                        | Kinzig LageFlur: 13, Flurstück: 371                                                |              |         | 122194 DDB |
|                                           |                                                                     | Leipziger Straße 18/20 LageFlur: 5, Flurstück: 23/2, 24/2                          |              | 1905    | 122191     |
| weitere Bilder                            |                                                                     | Leipziger Straße 40/42 LageFlur: 4, Flurstück: 37/5, 38/2                          |              |         | 122192     |
| weitere Bilder                            |                                                                     | Ludwigstraße 2 LageFlur: 5, Flurstück: 19/1                                        |              |         | 122193 DDB |
| weitere Bilder                            | Ehemalige Schule                                                    | Mittelgasse 1 LageFlur: 13, Flurstück: 170                                         |              | 1839    | 121494 DDB |
| weitere Bilder                            |                                                                     | Mittelgasse 2 LageFlur: 13, Flurstück: 206                                         |              |         | 121495 DDB |
| weitere Bilder                            | Jüdischer Friedhof                                                  | Römerstraße LageFlur: 16, Flurstück: 18/6                                          |              |         | 121496 DDB |
| Katholische Kirche Christkönig            | Katholische Kirche Christkönig                                      | Waldstraße 24 LageFlur: 2, Flurstück: 275                                          |              |         | 122327 DDB |

## Ehemalige Kulturdenkmäler
| Bild            | Bezeichnung       | Lage                                       | Beschreibung                                               | Bauzeit      | Objekt-Nr. |
| --------------- | ----------------- | ------------------------------------------ | ---------------------------------------------------------- | ------------ | ---------- |
| Bild gesucht BW | Fuchsgrabenbrücke | Langendiebach, Friedrich-Ebert-Straße Lage |                                                            |              |            |
| Offiziersklub   | Offiziersklub     | Langendiebach, Zum Fliegerhorst 1357 Lage  | Bei einem Großbrand am 30. Juli 2015 vollständig zerstört. | 1930er-Jahre |            |